# Systemarchitektur
Systemarchitektur bezeichnet, abgeleitet aus der Definition von Architektur im Allgemeinen (= Baukunst ...), die Disziplin (Tätigkeitsfeld, Aufgabenstellung, Management), die auf Systeme und die in ihnen zusammenwirkenden Komponenten ausgerichtet ist.
Neben diesem tätigkeitsorientierten Verständnis steht Systemarchitektur, ebenfalls analog zum allgemeinen Architekturbegriff, auch für die Struktur und die Benennung/Darstellung von Systemen und ihrer Komponenten und wird so für beliebige 'Systembegriffe' angewendet.

## Soziale Systeme
Komplexe soziale Systeme (wie Unternehmen, Organisationen oder Gesellschaften) unterscheiden sich von deterministischen Systemen dadurch, dass sie aus Einzelteilen bestehen, die eigene Ziele verfolgen, und deswegen fast zwangsläufig interne Konflikte erzeugen. In ihnen bilden sich mit der Zeit Organisationsstrukturen aus, die darauf ausgerichtet sind, Veränderungen zu verhindern.  Um Veränderungen in sozialen Systemen herbeizuführen, muss man ihre Architektur offenlegen und anschließend verändern.
Im Kontext von Unternehmen spricht man von Unternehmensarchitektur (Business-Architektur). Ihre Elemente sind: die Systemgrenze, der Unternehmenszweck und die internen Funktionen, Strukturen und Prozesse. In gut funktionierenden Unternehmen und Organisationen ist die Systemarchitektur multidimensional und modular aufgebaut. Sie beschreibt, wie die Organisationseinheiten und Funktionen miteinander interagieren, um den Zweck des Systems zu erfüllen. In sozialen Systemen ist die Systemarchitektur neben der Kultur das wichtigste konstituierende Element.
Auf einem höheren Abstraktionslevel kann man auch sehr große soziale Systeme, wie die Wirtschaft, Gesellschaft oder den Staat dadurch beschreiben, dass man ihre Architektur offenlegt. Sie identifiziert die Hauptakteure des Systems und beschreibt ihre wichtigsten Wechselwirkungen und Beeinflussungen, die geistiger, formeller, materieller und zwischenmenschlicher Natur sind. Je größer ein soziales System ist, umso wichtigere Rollen spielen die im Rahmen der Systemarchitektur festgelegten Regeln, die die Interaktionen und Materialflüsse innerhalb des Systems steuern. Die stabilisierende Rolle der Kultur ist in sehr großen Systemen deutlich ausgeprägter als in einzelnen Unternehmen oder Organisationen, was die Veränderungen ihrer Systemarchitektur schwieriger macht.

## Informationstechnik (IT)
Die Systemarchitektur kann nach dem V-Modell XT im Rahmen des Systementwurfs erstellt und umfasst die Dekomposition des Systems, die Schnittstellenübersicht und den übergreifenden Datenkatalog (Daten, die Systeme und Systemelemente austauschen).
Zu Beginn der Systemarchitekturarbeiten werden, durch Analyse der Gesamtsystemspezifikation und weiterer vorhandener Informationen, Architekturtreiber identifiziert  und Bewertungskriterien festgelegt. Funktionale und nicht-funktionale Anforderungen beeinflussen den Entwurf der Systemarchitektur, die in Architektursichten dokumentiert wird. Hierbei kommen häufig UML-Diagramme zum Einsatz.
Zuletzt wird auf Basis der Bewertungskriterien die Systemarchitektur überprüft.
Auf Basis der Systemarchitektur wird während des Feinentwurfs die Hardware- und Softwarearchitektur festgelegt.

## Raumfahrt
Als Raumfahrtsystem bezeichnet man ein Raumfahrzeug (z. B. Spacelab), welches von einem Verantwortlichen entwickelt wird. Das übergeordnete System ist dann Spacelab plus Space Shuttle unter der Verantwortung der NASA.
Die Systemarchitektur des Raumfahrzeugs definiert Teilsysteme wie Datenverarbeitung, Navigation usw. Ein Teilsystem wiederum zerfällt in Geräte und Komponenten (z. B. Sonnensensor, Computer, Software usw.).

## Automotive
Im Automotive-Bereich, insbesondere bei Entwicklung nach den Normen Automotive SPICE und CMMI, bezieht sich die Systemarchitektur nicht nur auf Hardware und Software, sondern auf das gesamte eingebettete System.
Dies beinhaltet auch mechanische, hydraulische, optische und gegebenenfalls andere Ingenieurdisziplinen. Solche interdisziplinären Systemarchitekturen lassen sich mit der ARCADIA-Methode durchgängig beschreiben und modellieren.